# Liu Qing (dissident)
Pour les articles homonymes, voir Liu Qing.
Liu Qing (chinois simplifié : 柳青) né en 1947, est l’un des animateurs du Printemps de Pékin en 1978 et 1979. 

## Biographie
Liu Qing suit des études secondaires à Pékin. Pendant la révolution culturelle il est envoyé à la campagne, comme 17 millions de jeunes Chinois, en tant que « jeune instruit » (Zhiqing) en 1965.
En 1972 il est désigné pour intégrer un nouveau contingent d’étudiants baptisés « étudiants ouvriers-paysans-soldats » et il suit des cours à l’institut industriel de Nankin dont il est diplômé en 1977. Il est alors affecté à Guizhou, puis dans le Shanxi, comme cadre dans une entreprise de machines-outils. Toutefois il doit quitter son poste pour des raisons médicales et il rejoint Pékin pour se faire soigner. C'est alors que commence le mouvement démocratique, en novembre 1978 lors du Printemps de Pékin. Il s'investit dans la création d'un journal, la Tribune du 5 avril au côté de Wei Jingsheng.
il est arrêté en novembre 1979, il passe cinq mois en isolement dans un centre de détention de Pékin. Puis il est transféré le 21 juillet 1980, dans un laogaï, camp de travail dénommé Temple de la fleur de lotus, de la province de Shanxi. Il y est soumis à une peine de rééducation de trois ans sans avoir été jugé. Un récit de ses conditions de détention est publié à l'étranger. Il y porte un « témoignage accusateur sur les conditions de détention dans les prisons et les camps de travail » chinois. Ce texte est aussi un appel pour instituer la démocratie et le respect du droit en Chine. Il est intitulé, par référence à Émile Zola : Souvenirs et espoirs d’un homme sans illusions — J’accuse devant le tribunal de la société. 
À la suite de cette publication Liu Qing est condamné à sept ans de prison supplémentaires, lors d’un procès secret tenu en 1982. Son frère Liu Nianchun, et Lu Lin, sont condamnés à dix ans et quatre ans de prison pour avoir participé à la publication du texte à l'étranger.
Marie Holzman publie des ouvrages documentés sur les personnalités marquantes du Mouvement démocratique chinois dont Wei Jingsheng, Lin Xiling, Ding Zilin et Liu Qing.